# ويليام راسيل هوك
ويليام راسيل هوك (بالإنجليزية: William Russell Houck)‏ هو كاهن كاثوليكي أمريكي، ولد في 26 يوليو 1926 في موبيل في الولايات المتحدة، وتوفي في 9 مارس 2016 في جاكسون في الولايات المتحدة.